# حزب ضد ماسونی
حزب ضد ماسونی اولین حزب سوم در ایالات متحده بود.  این حزب که رسماً حزبی  حزب تک‌موضوعی بود به شدت با فراماسونری در ایالات متحده مخالف بود. این حزب از اواخر دهه 1820 به ویژه در شمال شرق فعال بود و بعداً تلاش کرد تا با گسترش پلتفرم خود برای اتخاذ مواضع در مورد مسائل دیگر به حزبی بزرگ تبدیل شود. این پس از 1832 به سرعت افول یافت زیرا اکثر اعضا به حزب جدید ویگ پیوستند؛ این حزب پس از سال 1838 از بین رفت.